# Daniela Morelli
Daniela Morelli (Varese, 20 dicembre 1949) è una scrittrice, drammaturga e sceneggiatrice italiana, autrice di romanzi per ragazzi.

## Biografia
Si è formata alla Scuola d'arte drammatica Paolo Grassi di Milano dal 1972 al 1974.
Ha esercitato la professione di attrice in teatro (con Vittorio Franceschi, Dario Fo, Gabriele Salvatores, Sofia Scandurra, Fred Santambrogio); al cinema (con Gabriella Rosaleva, Silvio Soldini, Ansano Giannarelli, Luigi Faccini, Nanni Loy, Francesca Archibugi, Gianfranco Mingozzi) e in televisione (con Luigi Perelli, Gianpaolo Tescari, Salvatore Nocita). Ha collaborato come giornalista pubblicista free lance alle testate Marie Claire (nel periodo in cui era edito da Arnoldo Mondadori Editore), Grazia, Flair.

## Premi e riconoscimenti
- 1982: Festival di Locarno segnalazione speciale della giuria per Il processo a Caterina Ross di Gabriella Rosaleva, di cui Morelli è protagonista.
- 1983: Premio Salerno 1983 per la migliore interpretazione femminile non protagonista in Donna d'ombra di Luigi Faccini.
- 1995/96: Les ingenieurs avant Léonardo – di Gianpaolo Tescari, vince il premio della Confindustria per la migliore regia e sceneggiatura di Daniela Morelli e il premio Bienritz e New York del 1997 per il miglior educational.
- 2001: Terzo Premio Dimitri Mitropoulos di Atene: progetto di Federica Santambrogio, musiche di Francesco Venerucci, libretto di Daniela Morelli, opera Un bosco una notte di mezza estate da Sogno di una notte di mezza estate di Shakespeare.
- 2010: Premio Castello 2010 per I ragazzi delle barricate – Arnoldo Mondadori Editore Oscar Junior.[2][3]
- 2012: Premio Minerva - finalista con La porta della libertà - Arnoldo Mondadori Editore La Contemporanea.[2]
- 2016: Premio Andersen 2016 per Salis e l'Equilibrio dei Regni con l'illustratore Paolo d'Altan e la grafica Laura Rota per Rebelot.[4][5][6][7][8]
- 2018: Terzo Premio Siae Saranno Famosi per l'opera lirica Il bambino di Itaca.[9][10]
- 2020: Unica opera lirica italiana Finalista Il bambino di Itaca a YAMawards 2020.[11]

## Opere

### Narrativa
- 2008: Il segreto delle tre caravelle, Arnoldo Mondadori Editore Junior +11, dal 2011 in Oscar Junior. 1ª e 2ª classe della scuola secondaria di primo grado.[12][13]
- 2009: I ragazzi delle barricate, Arnoldo Mondadori Editore Junior +11, Oscar Junior. 2ª e 3ª classe della scuola secondaria di primo grado. https://www.youtube.com/watch?v=ZFkC25HVxo0 https://www.youtube.com/watch?v=1pm0AHxOxKw https://www.youtube.com/watch?v=WLkWYJAiF2k https://www.youtube.com/watch?v=3PG8Px8k0xg
- 2010: Terremoto di piume, Arnoldo Mondadori Editore, Sassolini. 1ª e 2ª classe della scuola primaria.
- 2010: Click! Ragazzo in mare, Arnoldo Mondadori Editore, Sassolini. 3ª e 4ª classe della scuola primaria.
- 2011: Click! Mistero al Colosseo, Arnoldo Mondadori Editore, Sassolini. 4ª e 5ª classe della scuola primaria.
- 2012: La porta della libertà, Arnoldo Mondadori Editore, La contemporanea. 3ª classe della scuola secondaria di primo grado, 1ª classe della scuola secondaria di secondo grado. https://www.ragazzimondadori.it/libri/la-porta-della-liberta-daniela-morelli/ Archiviato il 31 agosto 2021 in Internet Archive. https://www.youtube.com/watch?v=ZFkC25HVxo0
- 2012: Click! A Milano sfilano i fantasmi, Arnoldo Mondadori Editore, Sassolini. 5ª classe della scuola primaria, 1ª classe della scuola secondaria di primo grado.
- 2013: Yusdra e la città della sapienza, Arnoldo Mondadori Editore, La Contemporanea. 1ª, 2ª e 3ª classe della scuola secondaria di primo grado. https://www.youtube.com/watch?v=atVmq4Dnt1A https://www.ragazzimondadori.it/libri/yusdra-e-la-citta-della-sapienza-daniela-morelli/ https://biblioragazziletture.wordpress.com/2013/09/02/yusdra-e-la-citta-della-sapienza/
- 2014: Il bambino di Itaca, Arnoldo Mondadori Editore, Oscar. 5ª classe della scuola primaria e 1ª classe della scuola secondaria di primo grado. https://www.youtube.com/watch?v=LbCGyCZKOEQ http://libridiunragazzocomune.blogspot.com/2016/03/il-bambino-di-itaca.html
- 2016: S.O.S. Uomo in mare, di Giuseppe de Giorgi e Daniela Morelli, Giunti Editore. Scuola secondaria di primo e secondo grado. https://www.giuntitvp.it/news/sos-uomo-in-mare/ https://www.giunti.it/catalogo/sos-uomo-in-mare-9788809817968 Archiviato il 31 agosto 2021 in Internet Archive. https://www.ammiragliogiuseppedegiorgi.it/mc/450/sos-uomo-in-mare https://www.difesaonline.it/evidenza/recensioni/daniela-morelli-sos-uomo-mare-lammiraglio-de-giorgi-si-racconta https://www.nauticareport.it/dettnews/libri_manuali_e_portolani/sos_un_uomo_in_mare_lammiraglio_giuseppe_de_giorgi_si_racconta_in_un_libro-3831-11781/ https://www.consorziolgiata.it/presentazione-del-libro-s-s-uomo-mare-dellammiraglio-giuseppe-de-giorgi/ https://www.nellanotizia.net/scheda_it_56064_SOS-uomo-in-mare---L-Ammiragli_1.html https://www.gentedimareonline.it/2017/eventi/sos-uomo-in-mare-de-giorgi-ammiraglio-salvavite/
- 2017: La metà del sole, Piemme Editore. 1/2ª classe della scuola secondaria di primo grado.[14] https://www.youtube.com/watch?v=V68buexFBtQhttps://www.edizpiemme.it/libri/la-meta-del-sole
- 2021: Fuga da Pompei, Piemme Editore. 1/2ª classe della scuola secondaria di secondo grado. https://www.mondadoristore.it/Fuga-da-Pompei-Daniela-Morelli/eai978885668022/ https://www.leggendoleggendo.it/books/fuga-da-pompei/ https://www.facebook.com/watch/?v=502619754218322 http://www.ilgiornaleweb.it/cultura/libri/4884_capalbio-libri-2021-il-piacere-di-leggere-doppio-appuntamento-per-il-weekend-au55.html
- 2021: Salis e l'Equilibrio dei Regni, Edizioni Piuma. Dagli 11 anni in su. Romanzo distopico. Illustrazioni di Paolo d'Altan. https://www.edizionipiuma.com/it/salis-e-lequilibrio-dei-regni/ https://www.youtube.com/watch?v=2lFLr2YJ_Uw https://ilmestieredileggereblog.com/2021/06/14/daniela-morelli-salis-e-lequilibrio-dei-regni/ https://www.ilsalottodicecisimo.com/salis-e-lequilibrio-dei-regni-daniela-morelli-edizioni-piuma-6/ https://www.zarabaza.it/2021/06/03/dal-5-giugno-in-libreria-salis-e-lequilibrio-dei-regni-di-daniela-morelli-edizioni-piuma/ https://m.facebook.com/events/504775957233877 https://www.lagazzettadellospettacolo.it/libri/87322-salis-e-lequilibrio-dei-regni-di-daniela-morelli/ https://leggeretutti.eu/salis-e-lequilibrio-dei-regni/
- 2023: Delitto ad alta quota, Piemme Editore. Dai 12 anni in su. Giallo

### Teatro - drammaturgie
- Biancaneve (1978/79), cooperativa Aramara di Milano, regia di Fiorella Lugli e Serena Nozzoli.
- Rebecca e il prete (1997), Teatro greco di Tindari, regia di Gianpaolo Tescari.
- Meno-pausa-più ritmo (2000), Teatro Filodrammatici di Milano, lettura scenica con Ottavia Piccolo, regia di Marina Bianchi.
- La Nina la Pinta e la finta Maria (2000/01), quattro scuole medie di Milano, regia di Federica Santambrogio.
- Minehaha - dell'educazione fisica delle fanciulle (2002) Adattamento teatrale dall'omonima novella di Frank Wedekind, Piccolo Teatro di Milano sala Paolo Grassi di e per la regia di Marina Bianchi, con le bambine della Scuola di Ballo dell'Accademia Teatro alla Scala di Milano.
- Pagliacci in volo (2002), Teatro Romano di Siracusa nell'ambito della rassegna Parola d'attrice, regia di Federica Santambrogio.
- Salisedine (2003), Teatro Verdi di Milano, regia di Federica Santambrogio.
- Febbre di scrittura (2003), Piccolo Teatro di Milano sala Teatro Studio, regia di Federica Santambrogio.
- Lucia di Siracusa (2003), sagrato della cattedrale di Ortigia, regia di Federica Santambrogio.
- Sulle tracce di Omero (2004/05), Teatro Greco di Palazzolo Acreide, con i ragazzi del Liceo Classico Tito Livio di Milano, scene e costumi dei ragazzi della Nuova Accademia delle Belle Arti, allievi di Margherita Palli, regia di Federica Santambrogio.
- Circobuda (2005), musical Teatro degli Arcimboldi, interpretato da duecento bambini di una scuola elementare di Milano, regia di Federica Santambrogio.
- L'anello della libertà (2006), Piccolo Teatro di Milano sala Paolo Grassi, regia di Federica Santambrogio.
- Il confine del sogno (2006/07), Liceo classico Tito Livio di Milano, sulla spiaggia dell'eccidio di Meina e sul treno per Auschwitz, regia di Federica Santambrogio.
- Personaggio ignoto (2007), con i ragazzi del Corso propedeutico della Scuola d'Arte Drammatica Paolo Grassi di Milano, regia di Federica Santambrogio.
- Peccato (2008), Teatro Blu di Milano, adattamento dall'omonimo romanzo di Josephine Hart, regia di Federica Santambrogio.
- Il curato e il pagliaccio (2008/09), adattamento e regia da testi di Sandro Gindro con Alessandro Haber, Teatro Valle di Roma, Horti Sallustiani, Teatro del Quirinale di Roma, Teatro La MaMa di New York, nel 2009, nell'ambito di Divinamente Roma, festival sulla spiritualità diretto da Pamela Villoresi.
- I ragazzi delle barricate (2010), drammaturgia dal romanzo omonimo nell'ambito del convegno di presentazione al Museo delle Stelline – relatori: Giulio Giorello, Alessandra Gnecchi Ruscone, Marta Boneschi, Francesca Serafini e Annina Pedrini – lo spettacolo itinerante nelle sale del museo è interpretato da Nicoletta Ramorino, Igor Horvat, Mattia Giorgetti, Michela Costa e gli allievi di Centro Teatro Attivo di Milano.
- I ragazzi delle barricate (2011), drammaturgia dal romanzo omonimo, messo in scena da quattro licei della Regione Lombardia.
- Il mio Coppi - pedala, pedala... (2011), da un racconto di Albe Ros, messo in scena da EnergiEmergenti di Bologna e Teatro Argot di Roma, per la regia di Maurizio Panici, debutto al Teatro Santa Chiara di Roma, con Pamela Villoresi.
- Nata sotto una pianta di datteri (2013), dal romanzo di Morelli Yusdra e la città della sapienza, messo in scena al Napoli Teatro Festival per la regia di Gigi de Luca con cui scrive la drammaturgia. Interpretato da Pamela Villoresi[15].
- Confidenze Pericolose (2018), regia di Diego Ruiz, con Pamela Villoresi, Patrizia Pellegrino,  Blas e Paolo Rocas Rey al Teatro Manzoni di Roma
- Della Profetessa e di Spartacu (2021) di Daniela Morelli e Gigi di Luca, con Pamela Villoresi Regia Gigi di Luca, produzione La Bazzarra di Caserta - Teatro Romano
- Bengala a Palermo - (2021) - spettacolo musicale per la regia di Marco Carniti. Prodotto dal Teatro Biondo di Palermo
- Intervista impossibile - Filosofia interroga Arte - Parola di Artemisia Gentileschi - (2024) lettura scenica con l'attrice Amanda Sandrelli e il filosofo Adriano Fabris a cura di Morelli, produzione La Città del Teatro di Cascina
- Impressione di donna - (2024) spettacolo concerto su artiste dell'inizio del secolo (Morisot - Gonzales - Cassat e Valadon) - lettura di Gaia Nanni a cura di Morelli, produzione La Città del Teatro di Cascina
- La nota blu - (2024) spettacolo concerco sulla storia d'amore tra George Sand e Chopin - con Roberta Caronia e Gabriele Lauria per la regia di Giulia Randazzo, produzione Teatro Biondo di Palermo

### Cinema - sceneggiature
- 1982 L'isola Virginia (1982), cortometraggio di Gabriella Rosaleva.
- L'ombra del figlio (2008/09), scritta con Francesca Serafini per la RTSI.

### Cinema - attrice
- Processo a Caterina Ross, regia di Gabriella Rosaleva (1982) Festival di Locarno 1982 - Prima Edizione Film Festival di Torino 1982
- Sonata a Kreutzer (1985) Produzione Rai regia di Gabriella Rosaleva
- Inganni, regia di Luigi Faccini (1985)
- Amici miei - Atto IIIº Regia di Nanni Loj
- Mignon è partita Regia di Francesca Archibugi

### Televisione - sceneggiature
- Affari di famiglia (2003/04), prima serie della sit com, 9 puntate, produzione e messa in onda della RTSI.
- Tutti possono sbagliare (2006/07), episodio 209 \14° della VIII serie de "La Squadra", direttore creativo Gianpaolo Tescari, produzione Rai 3.
- Casa mia (2010), episodio nuova serie tv per la RTSI.
- Casa Flora (2017), serie tv per la RTSI - head writer e sceneggiatrice con Claudia Bellana di una serie di 10 puntate. https://www.rsi.ch/play/tv/programma/casa-flora?id=9711520

### Radio - originali
- La mia vita sui divani (1996), 6 brevi atti unici, produzione ed emissione della RSI.
- Era una snob? (1996), biografia di Virginia Woolf, 15 puntate, produzione ed emissione della RSI.
- La nuocera (1997), atto unico, produzione ed emissione della RSI.
- Madama Flora (1997), 5 puntate, produzione ed emissione della RSI.
- Annette la puttana (1998), con Ottavia Piccolo, 5 puntate, produzione ed emissione della RSI.
- Rebecca e il prete (1998), con Ottavia Piccolo e Moni Ovadia, 5 puntate, produzione ed emissione della RSI.
- La lirica (2000) - dall'omonimo romanzo di Alberto Nessi, produzione ed emissione della RSI.
- Mine-ha-ha (2001), dall'omonimo racconto di Frank Wedekind, con Ottavia Piccolo, 5 puntate, produzione ed emissione della RSI.
- La conquista del Cervino (2002), 11 puntate, produzione ed emissione della RSI.
- Cécile (2003), biografia di Cécile Ines Loos in 15 puntate, produzione ed emissione della RSI.
- Dietrofront (2008/09), 15 puntate, produzione ed emissione della RSI.
- Un po' meno di tutto (2012), con Pamela Villoresi, 15 puntate, produzione ed emissione della RSI.
- La porta della libertà dall'omonimo romanzo, 10 puntate produzione ed emissione della RSI, regia di Igor Horvat
- Un po' meno di tutto - Dieci anni dopo (2024) con Pamela Villoresi, 12 puntate, produzione ed emissione della RSI.